# Soča (rivier)
De Soča (Italiaans: Isonzo, Friulaans: Lusinç, Duits: Sontig) is een rivier die door West-Slovenië en Noord-Italië stroomt. Het debiet van de Soča bedraagt gemiddeld 100 m3/s, waarbij Solkan (bij Nova Gorica) als meetpunt geldt. De variatie ligt tussen onder de 6 m³ per seconde in perioden van droogte en boven de 2000 m³/s in het voorjaar.
De Soča is een echte Alpenrivier. De rivier heeft haar bron op ongeveer 1050 meter in de Julische Alpen en ligt ten westen van de Triglav in de Trentavallei. Bij het dorp Kal - Koritnica net ten noorden van Bovec mondt de Koritnica in de Soča uit. Langs de lokale weg 206 loopt het Sočapad dat begint bij de hut Koča pri Izviru Soče (oorsprong van de Soča) iets ten noorden van Trenta.
Vršič, Trenta, Bovec, Kobarid, Tolmin, Nova Gorica en Gorizia zijn enkele plaatsen langs deze rivier. De Soča stroomt circa 96 km door Slovenië en ongeveer 44 km door Italië alvorens bij Monfalcone uit te monden in de Golf van Triëst. Van hier uit kunnen veel watersporten als kanovaren en raften op de Soča worden beoefend.
Bekend en uniek is de Soča-forel (Sloveens: Soška postrv), Salmo trutta marmoratus, die ook bekendstaat als de marmerforel en stroomopwaarts in deze heldere rivier leeft. Deze forel wordt bedreigd door exotische forelsoorten, die in het interbellum zijn geïntroduceerd. Sommigen noemen de rivier de "Smaragden Schoonheid", vanwege de smaragdgroene kleur en het de enige rivier zou zijn die deze kleur vanaf het begint tot aan het einde behoudt.
De Soča inspireerde de Sloveense dichter Simon Gregorčič tot het schrijven van het gedicht Soči ("Aan de Soča"), een van de meesterwerken in de Sloveense poëzie.
Hoe smaragdgroen de rivier ook is, het gebied erlangs is in overdrachtelijke zin ook roodgekleurd. De Sočavallei was het strijdtoneel voor grote veldslagen, waaronder twaalf veldslagen aan het Italiaanse Front in de Eerste Wereldoorlog tussen mei 1915 en november 1917. Meer dan 300.000 Oostenrijks-Hongaarse en Italiaanse soldaten lieten hierbij het leven. Dit front staat bekend als het Isonzofront bij Kobarid, waar het zogenoemde Wunder von Karfreit plaatsvond. Dit "wonder van Kobarid" slaat op het gebruik van gifgas dat de Oostenrijkers in 1917 de overwinning op de Italianen liet behalen.

## Fotogalerij

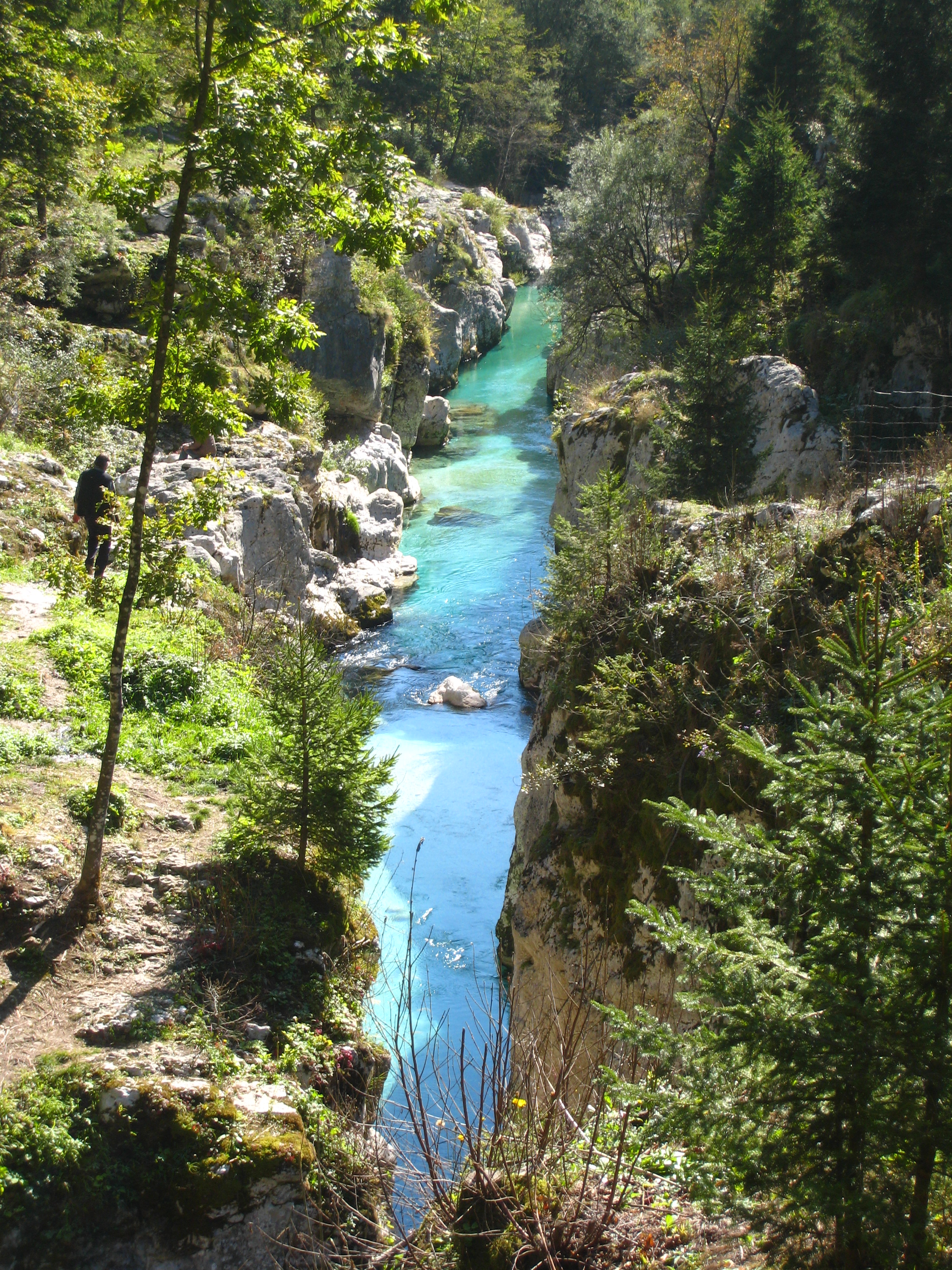
Soča
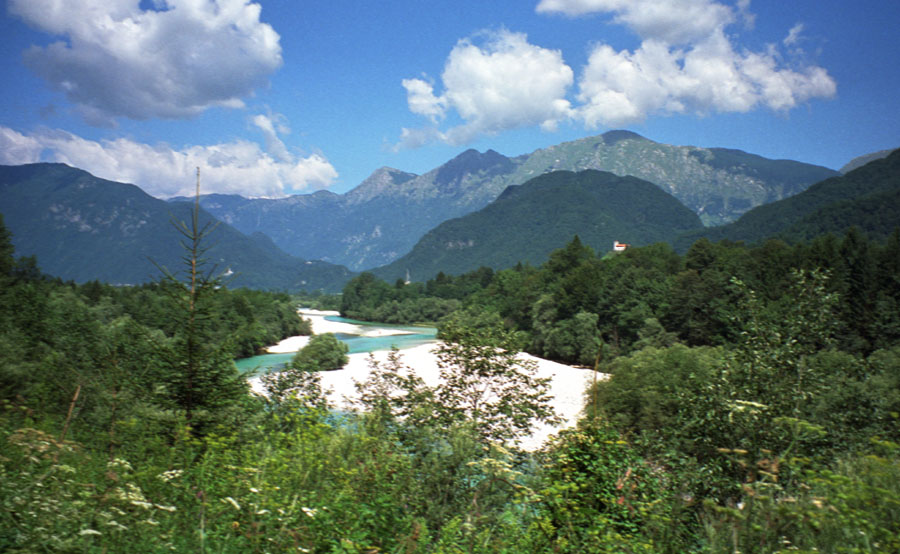
Soča bij Kobarid
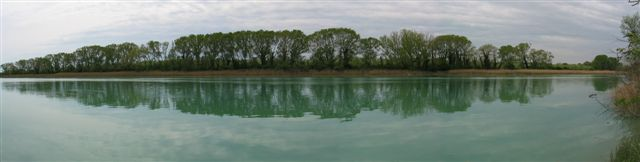
De Isonzo, Isola di Cane, Italië